# Fanclub

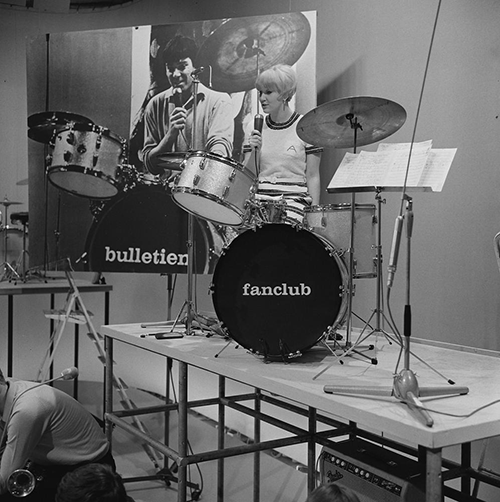
Setfoto's van het televisieprogramma 'Fanclub' met Ati Dijckmeester.

Een fanclub bestaat uit een aantal personen die samen één groep vormen. Deze groep bestaat vooral uit fans van een bepaalde persoonlijkheid, een muziekgroep, televisieserie, speelfilm, enzovoorts. Bij sommige fanclubs is deze persoon/groep/productie zelf niet betrokken, terwijl anderen juist zijn opgericht door de persoon, de groep of een aanverwant persoon (bijvoorbeeld het management).
Vaak heeft men ook een clubblad en een website. Er bestaan ook fanclubs die enkel via het internet werken.
Als het niet gaat om een speciale organisatie spreekt men van een fan community.